# Элоян, Жан Седракович
Жан Седракович Элоян (6 февраля 1912, с. Элпис — 3 марта 1984, Ереван) — армянский советский актер и чтец. Народный артист Армянской ССР (1965).

## Биография
Родился в 1912 году в Западной Армении: селе Элпис, вилайет Эрзрум, Османская империя.
В 1929 году поступил в Гюмрийскую драматический театр-студию.
С 1931 по 1933 год был актёром Кироваканского театра, с 1933 по 1958 год — актер Ленинаканского театра.
С 1958 года — актёр Ереванского театра им. Сундукяна.
Занимался режиссурой в театре им. Мравяна, выступал как чтец.
Снялся в фильмах киностудии «Арменфильм»: «Северная радуга» (1960, эпизод), «Невеста с севера» (1976, Гурген, председатель колхоза в Армении) .
27 июня 1956 года был награждён орденом «Знак Почёта» за выдающиеся заслуги в развитии армянского советского искусства и литературы и в связи с декадой армянского искусства и литературы в гор. Москве.
В 1965 году был удостоен звания Народного артиста Армянской ССР.
Умер в 1984 году в Ереване.